# Albert Álmos
Albert Álmos (Sepsiszentgyörgy, 1954. május 25. – 2015. augusztus 11.) erdélyi magyar politikus. 1992–2008 között Sepsiszentgyörgy polgármestere volt. 2008-tól 2012-ig az RMDSZ háromszéki szenátora.

## Életrajz
Középiskolai tanulmányait szülővárosában, a Székely Mikó Kollégiumban végezte el, majd gépészmérnöki diplomát szerzett a Brassói Műegyetemen. Menedzsmentet a Babeș–Bolyai Tudományegyetem Sepsiszentgyörgyi Karán tanult.

### Szakmai tevékenységei
Mérnöki pályáját a sepsiszentgyörgyi gépgyárban kezdte, majd az új technológiák (háromdimenziós, számvezérlésű fémmegmunkálások) bevezetésével folytatta 1992-ig. 1979–1992 között műhelyfőnökként tevékenykedett, majd 1992–2008 között volt Sepsiszentgyörgy polgármestere. 2008-tól az RMDSZ háromszéki szenátora.

## Politikai tevékenység
- Területi RMDSZ-elnök
- 1992–2008 polgármester
- 2008-tól szenátor, tagja az állami vagyon kezelésére és privatizációjára létrehozott parlamenti bizottságnak, illetve a munkaügyi, családügyi és társadalombiztosítási bizottságnak